# Jagernath Lachmon

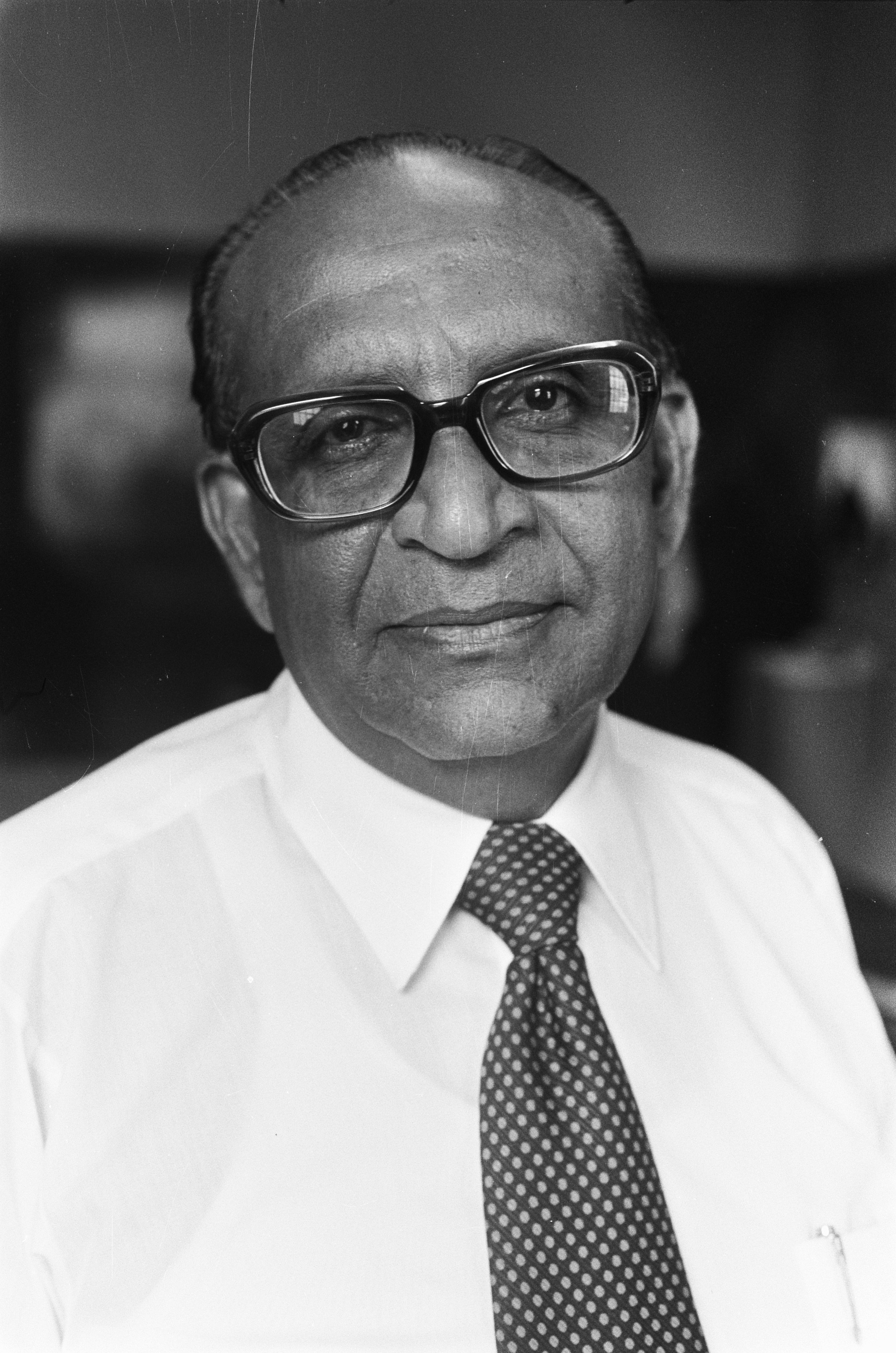
Jagernath Lachmon

Jagernath Lachmon, también escrito Jaggernath Lachmon, (Nickerie, 21 de septiembre de 1916 - La Haya, 19 de octubre de 2001) fue un político de Surinam. En 1947, fue uno de los fundadores del Vatan Hitkari, actual Partido de la Reforma Progresista, que expresaba los intereses de la población de ascendencia india. Sirvió durante un largo periodo como presidente del partido.
- Datos: Q335287
- Multimedia: Jagernath Lachmon / Q335287